# Nikole Lewis
Nikole Lewis es una astrofísica y profesora asistente de astronomía en la Universidad de Cornell. Sus principales intereses de investigación incluyen las técnicas de observación y las técnicas teóricas para sondear atmósferas exoplanetas. Codirigió un estudio espectroscópico del sistema TRAPPIST-1 en 2018 usando el telescopio espacial Hubble, el cual fue el primer estudio de este tipo para exoplanetas del tamaño de la Tierra. También participó en el anuncio original del sistema TRAPPIST-1 en 2017 al ayudar a describir el sistema y la importancia de detectar atmósferas para buscar biofirmas.